# Gennaro Sangiuliano
Gennaro Sangiuliano (Nápoly, 1962. június 2. –) olasz újságíró, író és politikus. 2022 óta a Meloni-kormány kulturális minisztere. A nápolyi székhelyű Roma napilap igazgatója volt 1996 és 2001 között, a Rai 1 TG1 híradó igazgatóhelyettese 2009 és 2018 között valamint, 2018 és 2022 a Rai 2-n futó TG2 híradó hírigazgatója volt. 

## Életrajza
Az "A. Pansini" klasszikus gimnáziumban érettségizett, majd egyetemi tanulmányait a Nápolyi II. Frigyes Egyetemen folytatta, ahol a jogi karon szerzett diplomát. Később magánjogból végzett mesterképzést a római La Sapienza Egyetemen, doktori képzést végzett a Nápolyi II. Frigyes Egyetemen jogtudományból és közgazdaságból. 

### Újságírás
A Canale 8 nápolyi televízió csatornánál dolgozott, majd a kéthetente megjelenő Opinione del Mezzogiorno magazint vezette. Az Il Mattino nápolyi napilap egyik társszerkesztője lett. A Roma napilapnál is dolgozott, amely  Giuseppe Tatarella 1994-1995 közötti olasz külügyminiszterhez állt közel. Írt még cikkeket a Libero napilapnak,  a L'Espresso baloldali heti magazinnak és az Il Sole 24 ore gazdasági napilap kulturális rovatába is írt cikkeket. Az Il Foglio és Il Giornale jobboldali szellemiségű napilapoknak is írt. 2010-ben a néhai köztársasági elnök Francesco Cossiga halálakor egy terjedelmes cikket írt az Il Giornaleban, amelyben visszavonta Giorgio Napolitano köztársasági elnök iránti kiállását. 

### Televízió
Az olasz közmédiánál, a Rainál 2003-tól kezdett dolgozni. A TGR, regionális hírek szerkesztőségének dolgozott eleinte, majd a Rai legnézettebb híradójának, a TG1-nak lett a főszerkesztője. Boszniában, Koszovóban és Afganisztánban volt kiküldött tudósító. 2009-ben Augusto Minzolini vezetése alatt a TG1 hírigazgató-helyettesének nevezték ki. 

### Politika
Fiatalon az Olasz Szociális Mozgalom  ifjúsági tagozatának, az Ifjúság Frontjának volt tagja. 1983 és 1987 között Nápoly Soccavo negyedében az Olasz Szociális Mozgalom helyi képviselője volt.

## Publikációk (válogatás)
- Giuseppe Prezzolini: l’anarchico conservatore. Mursia, Mailand 2008, ISBN 978-88-425-3940-7
- Scacco allo Zar. 1908–1910: Lenin a Capri, genesi della Rivoluzione. Mondadori, Mailand 2012, ISBN 978-88-04-61591-0
- Putin. Vita di uno zar. Mondadori, Mailand 2015, ISBN 978-88-04-65860-3
- Hillary. Vita in una dynasty americana. Mondadori, Mailand 2016, ISBN 978-88-04-66996-8
- Trump. Vita di un presidente contro tutti. Mondadori, Mailand 2017, ISBN 978-88-04-68204-2